# Rumuńscy arcymistrzowie szachowi
Lista rumuńskich szachistów, posiadających tytuły arcymistrzów (GM) i arcymistrzyń (WGM), zarówno w grze klasycznej, korespondencyjnej, kompozycji szachowej, jak i w rozwiązywaniu zadań szachowych oraz tytuły arcymistrzów honorowych (HGM), przyznawanych za osiągnięcia w przeszłości. Obejmuje także zawodników, którzy barwy Rumunii reprezentowali tylko w pewnym okresie swojego życia.

## Szachy klasyczne

### arcymistrzowie
| Zawodnicy                  | Rok urodzenia | Rok śmierci | Rok nadania | Uwagi                       |
| -------------------------- | ------------- | ----------- | ----------- | --------------------------- |
| Bela Badea                 | 1969          |             | 1999        |                             |
| Alin Berescu               | 1980          |             | 2007        |                             |
| Ioan-Cristian Chirilă      | 1991          |             | 2009        |                             |
| Victor Ciocâltea           | 1932          | 1983        | 1978        |                             |
| Alexandru Crișan           | 1962          |             | 1993        |                             |
| Bogdan-Daniel Deac         | 2001          |             | 2016        |                             |
| Christian Gabriel          | 1975          |             | 1996        | obecnie Niemcy              |
| Florin Gheorghiu           | 1944          |             | 1965        |                             |
| Theodor Ghițescu           | 1934          | 2008        | 1986        | tytuł honorowy              |
| George-Gabriel Grigore     | 1970          |             | 2002        |                             |
| Constantin Ionescu         | 1958          |             | 1998        |                             |
| Andrei Istrățescu          | 1975          |             | 1993        | obecnie Francja             |
| Vlad-Cristian Jianu        | 1984          |             | 2007        |                             |
| Mircea-Sergiu Lupu         | 1962          |             | 1995        | obecnie Francja             |
| Constantin Lupulescu       | 1984          |             | 2006        |                             |
| Marius Manolache           | 1973          |             | 2007        |                             |
| Mihail Marin               | 1965          |             | 1993        |                             |
| Andrei Murariu             | 1986          |             | 2006        |                             |
| Ciprian-Costică Nanu       | 1977          |             | 2010        |                             |
| Władysław Niewiedniczy     | 1969          |             | 1993        | pochodzenie mołdawskie      |
| Liviu-Dieter Nisipeanu     | 1976          |             | 1997        | obecnie Niemcy              |
| Mircea-Emilian Pârligras   | 1980          |             | 2002        |                             |
| Richárd Rapport            | 1996          |             | 2010        | do 2022 reprezentował Węgry |
| Dorian Rogozenko           | 1973          |             | 1995        | pochodzenie mołdawskie      |
| Gabriel Schwartzman        | 1976          |             | 1993        | obecnie Stany Zjednoczone   |
| Mihai Șubă                 | 1947          |             | 1978        |                             |
| Gergely-Andras-Gyula Szabo | 1983          |             | 2010        |                             |
| Levente Vajda              | 1981          |             | 2001        |                             |

### arcymistrzynie
| Zawodniczki              | Rok urodzenia | Rok śmierci | Rok nadania | Uwagi                                      |
| ------------------------ | ------------- | ----------- | ----------- | ------------------------------------------ |
| Maria Albuleț            | 1932          | 2005        | 1985        | tytuł honorowy                             |
| Irina Bulmaga            | 1993          |             | 2012        | +mistrz międzynarodowy, wcześniej Mołdawia |
| Ana-Cristina Calotescu   | 1983          |             | 2005        |                                            |
| Elena-Luminița Cosma     | 1972          |             | 1994        | z domu Radu                                |
| Cristina-Adela Foișor    | 1967          |             | 1991        | +mistrz międzynarodowy                     |
| Sabina-Francesca Foișor  | 1989          |             | 2007        | obecnie Stany Zjednoczone                  |
| Adina-Maria Hamdouchi    | 1979          |             | 2003        | z domu Bogza, obecnie Francja              |
| Irina Ionescu            | 1973          |             | 2001        | z domu Brandis, pochodzenie mołdawskie     |
| Iulia-Ionela Ionicǎ      | 1980          |             | 2008        |                                            |
| Margareta Juncu          | 1950          | 2013        | 1982        | z domu Mureșan                             |
| Alina l'Ami              | 1985          |             | 2005        | z domu Moțoc, +mistrz międzynarodowy       |
| Marina Makropulu         | 1960          |             | 1982        | z domu Pogorevici, obecnie Grecja          |
| Alexandra van der Mije   | 1940          | 2013        | 1977        | z domu Nicolau, później Holandia           |
| Daniela Nuțu-Gajić       | 1957          |             | 1986        | obecnie Australia                          |
| Gabriela Olărașu         | 1964          |             | 1997        | z domu Stanciu                             |
| Iozefina Pauleț          | 1989          |             | 2009        | obecnie Holandia                           |
| Corina-Isabela Peptan    | 1978          |             | 1995        | +mistrz międzynarodowy                     |
| Elisabeta Polihroniade   | 1935          | 2016        | 1982        | z domu Ionescu                             |
| Mihaela Sandu            | 1977          |             | 2008        |                                            |
| Margareta Teodorescu     | 1932          | 2013        | 1985        | z domu Andreescu, tytuł honorowy           |
| Szidónia Vajda           | 1979          |             | 1998        | obecnie Węgry, +mistrz międzynarodowy      |
| Carmen Voicu-Jagodzinsky | 1981          |             | 2006        |                                            |

## Szachy korespondencyjne

### arcymistrzowie
| Zawodnicy        | Rok urodzenia | Rok śmierci | Rok nadania | Uwagi |
| ---------------- | ------------- | ----------- | ----------- | ----- |
| Mihai Breazu     | ?             |             | 1985        |       |
| Paul Diaconescu  | ?             | ?           | 1982        |       |
| Gheorghe Rotariu | ?             |             | 1981        |       |

### arcymistrzynie
| Zawodniczki           | Rok urodzenia | Rok śmierci | Rok nadania | Uwagi           |
| --------------------- | ------------- | ----------- | ----------- | --------------- |
| Mariana-Camelia Plass | 1969          |             | 2003        | +mistrzyni FIDE |

## Kompozycja szachowa

### arcymistrzowie
| Zawodnicy         | Rok urodzenia | Rok śmierci | Rok nadania | Uwagi |
| ----------------- | ------------- | ----------- | ----------- | ----- |
| Emilian Dobrescu  | 1933          |             | 1989        |       |
| Virgil Nestorescu | 1929          |             | 2001        |       |